# Neal Wolin
Neal Steven Wolin, né le 9 décembre 1961 à Evanston (Illinois), est un homme politique américain membre du Parti démocrate. Il est secrétaire-adjoint au trésor des États-Unis de 2009 à 2013 — en 2013, il assure à ce titre par intérim la fonction de secrétaire du Trésor des États-Unis entre la démission de Timothy Geithner et la confirmation de Jacob Lew par le Sénat — et président de l'Intelligence Oversight Board, l'organe de conseil du President's Intelligence Advisory Board, depuis 2015. Auparavant, Wolin avait été conseiller dans l'administration du président Bill Clinton.